# Włodzimierz Dworzaczek

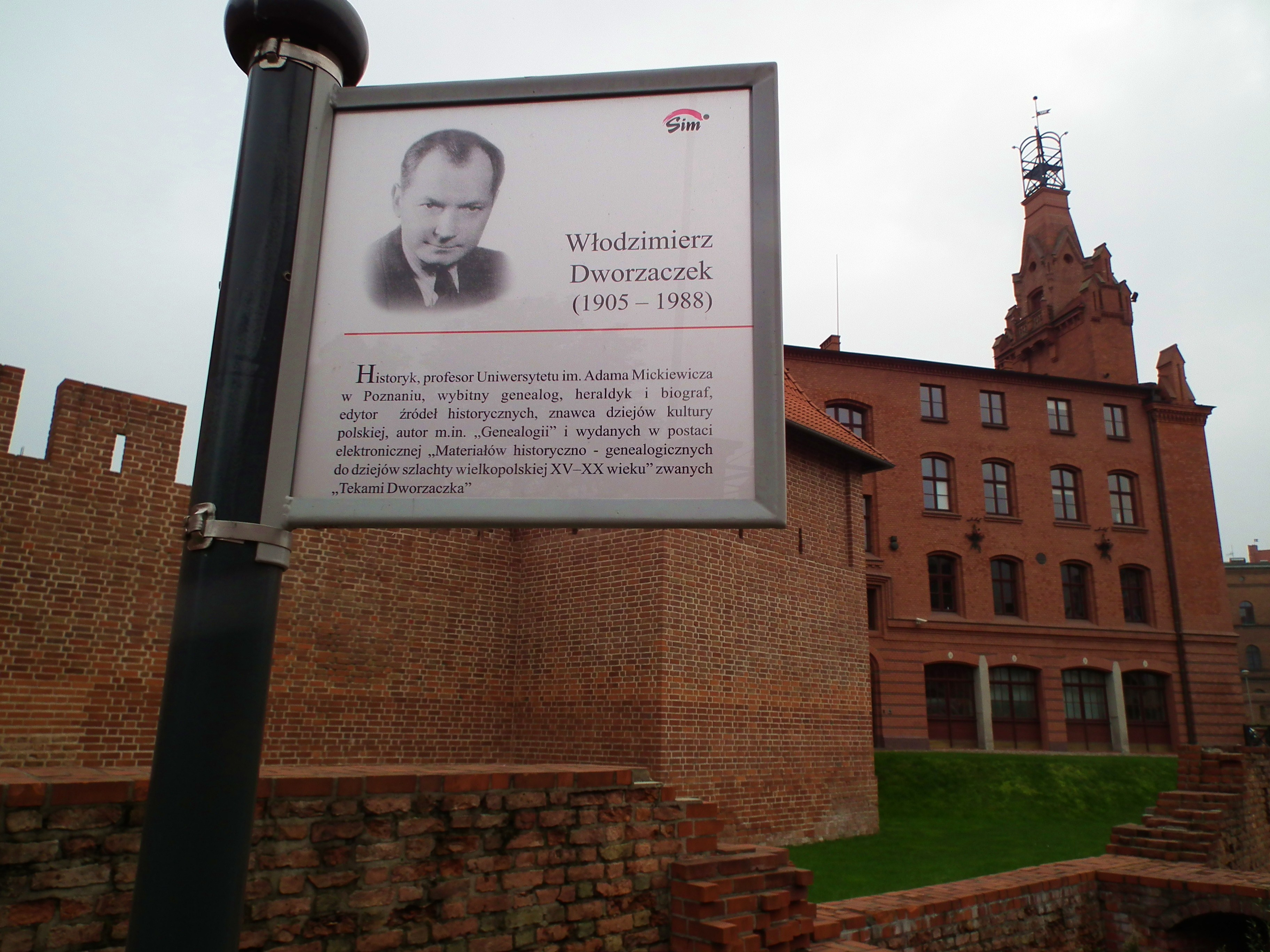
Dworzaczek-Platz in Poznań – Masztalarska-Straße.

Włodzimierz Dworzaczek (* 28. Oktober 1905 in Minsk Litewski; † 23. September 1988 in Posen) war ein polnischer Historiker.

## Leben
Dworzaczek wurde als Sohn des Lehrers und Journalisten Włodzimierz Dworzaczek und der Maria Ziemięcka, Wappen  Nieczuja in Minsk geboren. Dort besuchte er für einige Jahre die polnische Schule, verzog dann aber über eine kurze Zwischenstation in Łódź nach Posen, wo er am Gymnasium die höhere Reife erlangte. Er studierte dann in Posen Geschichte und wurde 1932 promoviert. Eine seiner frühen Arbeiten suchte die  Ergebnisse von Artur Reiski und Adam Boniecki zu polnischem Adel und Heraldik fortzusetzen. Sowohl sein dahingehendes Manuskript als auch das Archiv Boniecki-Reiski wurde während des Warschauer Aufstands 1944 beim Brand der Bibliothek Krasiński vernichtet.
Nach dem Zweiten Weltkrieg, 1947 erlangte Dworzaczek an der Universität Posen Habilitation, jedoch wurde diese aus politischen Gründen zunächst nicht genehmigt. Seit 1955 war er Assistenzprofessor, 1957 assoziierter Professor und seit 1968 ordentlicher Professor. Dennoch leitete er bereits seit 1958 die Abteilung für die polnische Geschichte. Auf dieser Stelle blieb er bis 1975.
Mit seinem zweibändigen Werk Genealogia, hat er das einzige Kompendium im polnischen Sprachraum zur Genealogie geschaffen, neben einer Anleitung zur wissenschaftlichen Methode enthält es Stammtafeln der Herrscherfamilien Polens und der Nachbarländer sowie der wichtigsten polnischen Adelsfamilien. Zum Polski Słownik Biograficzny hat Dworzaczek über 200 Einzelartikel beigesteuert. Darüber hinaus viel beachtet und häufig verwendet ist seine bei der Biblioteka Kórnicka, einsehbare Regestensammlung mit einigen Monographien.
Dworzaczek heiratete 1951 Jolanta Essmanowska (1923–2017), Assistentin am Lehrstuhl für Geschichte an der Universität Posen und nachmalige habilitierte Professorin ebendort. Sie war Spezialistin für die Zeit der Reformation und Gegenreformation.

## Werke
- Archiwum Czapskich w Smogulcu, Poznań 1938
- Schlichtingowie w Polsce, Warschau 1938 (online)
- "Dobrowolne" poddaństwo chłopów, Warszawa 1952
- Genealogia, 2 Bde., Warszawa 1959
- Leliwici Tarnowscy. Z dziejów możnowładztwa małopolskiego. Wiek XIV-XV, Warszawa 1971
- Hetman Jan Tarnowski. Z dziejów możnowładztwa małopolskiego, Warszawa 1985
- Ksawery Działyński 1756-1819, Biblioteka Kórnicka PAN, Kórnik 2006
- Monografia Blocziscewscy
- Teki Dworzaczek: Materiały historyczno-genealogiczne do dziejów szlachty wielkopolskiej XV-XX wieku, Biblioteka Kórnicka PAN, Kornik 1995–2004 (online)